# La matrice spezzata
La matrice spezzata (Schismatrix) è un romanzo di fantascienza di Bruce Sterling pubblicato nel 1985.

## Il cicloShaper/Mechanist
Il romanzo è ambientato in uno scenario futuro che l'autore aveva in precedenza tratteggiato in cinque racconti, pubblicati tra il 1982 e il 1984. I racconti sono stati successivamente presentati nel 1989 nella prima antologia di Sterling, Crystal Express, e poi nel 1996 insieme al romanzo in un volume intitolato Schismatrix Plus.
- Swarm (pubblicato originariamente su The Magazine of Fantasy & Science Fiction dell'aprile 1982), candidato al Premio Hugo e al Premio Nebula per il miglior racconto lungo (novelette)
- Spider Rose (The Magazine of Fantasy & Science Fiction dell'agosto 1982), candidato al Premio Hugo per il miglior racconto breve (short story)
- La Regina Cicala (Cicada Queen) (antologia Universe 13 del 1983), candidato al Premio Hugo per il miglior racconto lungo
- Giardini sommersi (Sunken Gardens) (Omni del giugno 1984), candidato al Premio Nebula per il miglior racconto breve
- Venti evocazioni (Life in the Mechanist/Shaper Era: 20 Evocations o Twenty Evocations) (Interzone della primavera 1984)

## Trama
Il protagonista del romanzo è Abelard Lindsay, abitante della Repubblica Corporativa Circumlunare di Mare Serenitatis. Insieme a Philip Constantine e Vera Kelland sta portando avanti una battaglia preservazionista contro l'aristocrazia locale, sempre più vicina ai cartelli mechanist. Per protestare contro questa deriva, Vera e Abelard decidono di compiere il gesto estremo del suicidio. Vera riesce nell'intento, mentre Abelard fallisce: sentitosi tradito, Constantine diviene suo principale antagonista. Lindsay viene esiliato dalla Repubblica per essere stato accusato ingiustamente dell'omicidio di suo zio (ucciso in realtà da Constantine) e spedito nello Zaibatsu Circumlunare del Popolo del Mare Tranquillitatis, un marcio ecosistema frequentato quasi esclusivamente da criminali, assassini e reietti della società che infestano il sistema, i cosiddetti cani solari. Qui conosce Ryumin, un vecchio giornalista mechanist di origini siberiane, e Kitsune, una giovane prostituta plasmatrice a capo della Banca Geisha. Grazie alle sue abilità diplomatiche e all'aiuto di Ryumin, Lindsay mette in piedi un'impresa teatrale, ma non riuscirà a goderne i profitti perché braccato da un sicario di Constantine, che nel frattempo ha preso il potere di Mare Serenitatis ed ha abbracciato la causa dei plasmatori. Lindsay trova rifugio nella Red Consensus, un'astronave-stato di pirati mechanist incontrati sullo Zaibatsu, e diviene parte dell'equipaggio. La Red Consensus si imbatte in un asteroide, Esairs XII, abitato da una famiglia di plasmatori. Lindsay incontra Nora Mavrides, uno degli abitanti dell'asteroide, e insieme a lei cerca di evitare una guerra tra i due gruppi, ma falliscono nell'intento. Pur di salvarsi, i due uccidono anche i membri del proprio gruppo.
A questo punto una razza di alieni fa la loro comparsa nel sistema solare. Questa viene identificata come la razza degli “investitori”, perché ossessionata dall'accumulo di ricchezze e dal commercio. Grazie agli investitori, questo periodo si caratterizza da una relativa pace tra le due fazioni, che invece di farsi guerra si focalizzano sugli scambi commerciali. Nel frattempo Lindsay e Mavrides si sono innamorati l'un dell'altro e sono divenuti leader plasmatori. Tuttavia la pax solaris giunge presto al termine; Constantine ha conquistato il potere nel Consiglio dell'Anello, l'istituzione principale dei plasmatori, e mentre Mavrides cerca di combatterlo, Lindsay trova rifugio presso il Cartello Dembowska. In seguito fonderà la Repubblica Corporativa Popolare di Czarina Kluster insieme a Wellspring, rappresentante principale dell'ideologia postumanista. Aiutata da Lindsay, Mavrides cerca di raggiungere la nuova colonia, ma Constantine scopre il suo piano e la costringe ad uccidersi. Sconvolto per la morte di Mavrides, Lindsay sceglie di sfidare Constantine in uno scontro mentale che lascerà entrambi in uno stato di catatonia, ma in cui Lindsay risulterà vincitore. Dopo cinque anni, Lindsay si risveglia nella vecchia Repubblica di Mare Serenitatis ora chiamata Repubblica Culturale Neotecnica, perché governata dai preservazionisti. Lindsay comincia ad apprezzare le idee postumaniste di Wellspring e decide di tornare su Czarina Kluster per unirsi al suo clan. Mentre Wellspring pianifica la terraformazione di Marte, Lindsay invece si impegna nella creazione di un ecosistema vivibile su Europa, uno dei satelliti naturali di Giove. Lindsay convince la figlia di Constantine Vera (creata con il DNA di Vera Kelland) ad aiutarlo nell'impresa e insieme esplorano gli abissi marini della Terra in cerca di organismi da portare su Europa per dare vita all'ecosistema. Lindsay in seguito fa visita a Constantine, malconcio e con problemi deambulatori, i due si riappacificano, ma quest'ultimo si suicida non prima di confessargli che Vera ha anche il suo DNA. Nel frattempo su Europa si sono trasferiti degli umani trasformatisi in ibridi uomini-pesce chiamati Angeli. Lindsay ritorna sul satellite e lì viene avvicinato da un essere la cui presenza era stata già avvertita in precedenza da Vera. Questo si palesa di fronte ai suoi occhi e gli offre la possibilità di esplorare le infinite meraviglie dell'universo, Lindsay accetta e divenendo un tutt'uno con l'essere, parte alla scoperta dell'indefinito.

## Edizioni
- Bruce Sterling, Schismatrix, Arbor House, 1985,  pp. 288, ISBN 0-87795-645-6.
- Bruce Sterling, La matrice spezzata, traduzione di Giampaolo Cossato e Sandro Sandrelli, Cosmo Argento n. 171, Editrice Nord, 1986, ISBN 88-429-0173-3.
- Bruce Sterling, La matrice spezzata. Ciclo completo, traduzione di Giampaolo Cossato, Sandro Sandrelli (romanzo), Fabio Zucchella (racconti), Narrativa Nord n. 55, Editrice Nord, 1995,  p. 457, ISBN 88-429-0862-2.